# Максим Ле Маршан
Максим Ле Маршан (фр. Maxime Le Marchand, нар. 11 жовтня 1989, Сен-Мало) — французький футболіст, захисник клубу «Страсбур».
Виступав, зокрема, за клуби «Гавр», «Ніцца» та «Фулгем».

## Ігрова кар'єра
Народився 11 жовтня 1989 року в місті Сен-Мало. Вихованець футбольної школи клубу «Ренн».
У дорослому футболі дебютував 2009 року виступами за команду клубу «Гавр», в якій провів шість сезонів, взявши участь у 161 матчі чемпіонату. Більшість часу, проведеного у складі «Гавра», був основним гравцем захисту команди.
До складу клубу «Ніцца» приєднався 2015 року. Відтоді встиг відіграти за команду з Ніцци 26 матчів в національному чемпіонаті.